# アルファロメオ・ステルヴィオ
ステルヴィオ（STELVIO）は、イタリアの自動車メーカー、アルファロメオが製造・販売しているクロスオーバーSUVである。

## 概要
2016年、ロサンゼルスオートショーにて初公開される。
ステルヴィオは、アルファロメオの新世代モデル第2弾となるプレミアムSUV。2016年にニュルブルクリンク北コースで世界最速の量産4ドアセダンの座に輝いた「ジュリア」の最新鋭アーキテクチャーを受け継ぎ、優れた俊敏性や操縦安定性を実現している。
ドライブトレーンには、独自の4輪駆動システム「アルファロメオ Q4」を採用。走行状況に応じて前車軸:0%/後車軸100%から50%/50%の間で駆動力配分を行い、ドライバーの思い通りのラインをトレースするハンドリング特性を実現した。
ファーストエディションの搭載エンジンは、最高出力280 PS、最大トルク40.8 kgmを発生する2 L水冷直列4気筒SOHC16バルブマルチエアツインスクロールターボ。ZF製8速ATとの組み合わせで、0 - 100 km/hタイム5.7 秒（欧州参考値）という、同クラスのSUVとして最上級の加速性能を発揮する。
エクステリアは、背高のSUVながら機能性にも優れた流麗なフォルムにより、上質かつ個性的なイタリアンデザインを具現化。印象的なヘッドランプには、バイキセノン式バルブ、LEDデイタイムランニングランプを備える。また、エンジンフードやフロントフェンダー、ドアアウターパネル、リアハッチには軽量なアルミニウム素材を採用し、理想的な前後重量配分や優れたパワーウエイトレシオの実現に寄与している。
インテリアはレザーシートをはじめ、8ウェイパワーシート（前席、運転席メモリー付）、レザーステアリング、ヒーテッドステアリングなどにより快適な移動空間を提供する。音声認識機能付の車載インフォテインメントシステム「アルファコネクト」は、8.8インチセンターディスプレイにさまざまなコンテンツを表示し、ロータリースイッチにより直感的な操作が可能。Apple CarPlay/Android Autoにも対応する。また、ハーマン・カードンプレミアムオーディオシステムを標準装備する。ラゲッジルームは、525 Lの容量を確保。電動で開閉するパワーテールゲートを標準装備するほか、小物入れなどの収納も豊富に用意し、利便性を高めている。
先進安全装備については、歩行者検知機能付の前面衝突警報（FCW）をはじめ、前方障害物の存在をドライバーに警告し、次いでブレーキを作動する自動緊急ブレーキ（AEB）、車線逸脱を予防するレーンデパーチャーウォーニング（LDW）、高速走行時に安全運転を支援するアダプティブクルーズコントロール（ACC）、ブラインドスポットモニター（BSM）などを標準で備える。
2022年10月27日、ヨーロッパで改良型を発表。3連のLEDを組み込んだフルLEDアダプティブマトリックスヘッドライトを装備した他、リアのLEDテールライトの内部デザインが新装された。また、12.3 インチTFTフルデジタルディスプレイを新たに採用した。表示をEvolved、Relax、Heritageの3種類が切り替えることが可能である。

### 日本発売
2018年（平成30年）7月21日、日本導入第1弾として「ファーストエディション」が限定400台で発売。内外装の特別装備により、上質感をさらに高めた仕様となる。エクステリアは、レッド仕上げブレーキキャリパーや専用デザインの大径20インチ5ツインスポークアルミホイールにより足元を精悍に演出。インテリアにはプレミアムレザーシートやウッドパネルが特別装備される。ボディカラーはソリッドが2色、メタリックが2色の計4色、2トーンを含む4色のインテリアカラーが用意される。
ファーストエディション限定の特典として、アルファロメオ誕生108周年と掛け合わせた、1年間・108名限定のプライベートコンシェルジュサービス「STELVIO 108 CLUB」への応募加入権が付与される。
2018年（平成30年）10月27日、正式カタログモデルが発売。「2.0 TURBO Q4スポーツパッケージ」「2.0 TURBO Q4ラグジュアリーパッケージ」、ベースモデル「2.0 TURBO Q4」の計3モデルとなる。同年11月28日、V6ツインターボ2.9 Lのハイパフォーマンスモデル「クアドリフォリオ」が追加発売。
2019年（平成31年）4月6日、クリーンディーゼルモデルの「2.2 TURBO DIESEL Q4」が追加発売。
2020年（令和2年）8月20日、マイナーチェンジ。衝突被害軽減ブレーキおよびアダプティブクルーズコントロールが全車標準装備になり、グレード編成が「2.2 TURBO DIESEL Q4 SPRINT」「2.2 TURBO DIESEL Q4スポーツパッケージ」「2.0 TURBO Q4スポーツパッケージ」「クアドリフォリオ」となる。
2021年（令和3年）7月10日、新グレード「2.0 TURBO Q4 VELOCE」「2.2 TURBO DIESEL Q4 VELOCE」を追加。ホイールアーチ、サイドスカート、リアバンパーをボディ同色に、専用スキッドプレートやダークエキゾーストパイプフィニッシャーをエクステリアに採用。インテリアは、アルミニウムインテリアパネル、レザーダッシュボード、スポーツレザーシート（レッドもしくはブラックステッチ）を採用している。これに伴い、グレードは「2.2 TURBO DIESEL Q4 SPRINT」「2.0 TURBO Q4 VELOCE」「2.2 TURBO DIESEL Q4 VELOCE」「2.9 V6 BI-TURBO QUADRIFOGLIO」の4タイプとなり、これまで一部グレードに設定されていたスポーツパッケージは在庫限りとなる。
2022年（令和4年）4月16日、グレードを再編。「2.2 TURBO DIESEL Q4 SPRINT」に代わる新グレードとして「2.2 TURBO DIESEL Q4 Ti」を追加。「Ti」とはTurismo Internazionaleの意である。エクステリアではミラーハウジングをボディ同色にし、新意匠の5ホール20インチアルミホイールを採用。本グレードのみに用意されるグレーオークウッドパネルや、前席シートヒーター付ナチュラルレザーシートを採用する。なお、「VELOCE（ターボ、ディーゼル共）」「2.9 V6 BI-TURBO QUADRIFOGLIO」も同日に仕様変更を行い、「VELOCE」は「Ti」同様ボディ同色のミラーハウジング、新デザインの21インチアルミホイール、リミテッドスリップディファレンシャル（LSD）を搭載した。「2.9 V6 BI-TURBO QUADRIFOGLIO」は21インチの専用ホイール、ブラックテールライト、レザー／アルカンターラステアリングホイールに加え、スパルコ社製カーボンバケットシートを搭載した。
2022年（令和4年）7月12日、限定車「ESTREMA（エストレマ）」を発売。ジュリアにも設定される。「ESTREMA」とは“極限、極致”を意味するイタリア語。CFRP製フロントグリルインサート、サイドミラーハウジング、ダークエンブレム、ブラック仕上げブレーキキャリパーを装備する。電子制御可変式ダンパーを備えたALFAアクティブサスペンションを搭載し、ALFA DNAドライブモードシステムで選んだモードに応じて減衰力が最適化される。インテリアもアルカンターラスポーツレザーシート、カーボンパネル、サンルーフを特別装備し、スポーティかつ開放感ある室内空間を演出する。カラーは、ミザーノブルーとブルカノブラックの2色で、ターボ車のみの設定。限定はブルーが50台、ブラックが30台。
2023年（令和5年）6月3日、ジュリアと同時に仕様変更。ジュリアと異なりグレード体系は変更されず、「トライローブ」と呼ばれるフロントグリル部分およびテールランプに最新の意匠を施し、フルLEDマトリクスヘッドライトを新たに採用した。また、インテリアでは12.3インチのデジタルメータークラスターを装備した。限定車の「2.0 TURBO Q4 Rosso Speciale」は、「2.0 TURBO Q4 VELOCE」をベースにボディカラーにエトナレッドを採用し、サンルーフを特別装備として追加した。限定は13台。
2023年（令和5年）9月30日、Quadrifoglioの100周年を記念した限定車「Quadrifoglio 100th Anniversario」を抽選予約開始。全世界で各100台限定生産で、そのうち日本には21台が割り当てられる。2024年に発売予定のモデルチェンジ版（ベースモデルは2023年6月に仕様変更済み）をベースに、モントリオール グリーンのボディとカーボンVヴェゼルのフロントグリル、そしてゴールドのブレーキキャリパーをエクステリアに施し、機械式LSD（リミテッドスリップディファレンシャル）を装備。インテリアは、全席がレザー/アルカンターラシート、ダッシュボードには100周年記念特別ロゴのゴールドステッチを施した。
2023年（令和5年）11月28日、「2.9 V6 BI-TURBO QUADRIFOGLIO」（ジュリア・ステルヴィオ共）の仕様変更。メカニカル・リミテッド・スリップ・ディファレンシャルをクワドリファリオとして初採用した。先に仕様変更したモデル同様12.3インチデジタルクラスターメーターを採用し、本グレード専用モードとして必要な情報をカスタマイズできる「Race」レイアウトが追加された。インテリアは専用のカーボンファイバー3D仕上げとして独特なマット仕上げとしている。
2024年（令和6年）3月8日、カスタマイズプログラム「Design Your Quadrifoglio」を同日から6月30日まで実施。最上位モデルの「2.9 V6 BI-TURBO QUADRIFOGLIO」を自分好みにカスタマイズできる物で、ステルヴィオ／ジュリア共通仕様としてルーフはボディカラー同一かカーボンファイバールーフ、ブレーキは標準ディスクかカーボンセラミック製ブレーキディスク、シートはスポーツレザーシート（8ウェイパワー、パワーランバーサポート、パワーサイドサポート、ステアリングヒーター付き）かスパルコ社製カーボンバケットシート、カラーはアルファ レッド、ヴェズヴィオ グレー、ブルカノ ブラック、ミザーノ ブルー、モントリオール グリーンの5色から選択でき合計40通り（ジュリアのみ更にアルミホイールを2種から選択可なので合計80通りとなる）。
2024年（令和6年）4月25日、限定車「Veloce Superiore」を発売。「2.0 TURBO Q4 VELOCE」「2.2 TURBO DIESEL Q4 VELOCE」をベースに、Alfa Romeo純正クラウド型ドライブレコーダーとアルファ ロメオのロゴをあしらった、NEGRONI（ネグローニ）社製のオリジナルレーシングストライプウォレットを特別装備した。また、同車購入者はメーカー保証2年延長プランの「Extended Care Plus」が無償加入される（合計で5年）。限定数は41台。
2024年5月24日、限定車「SUPER SPORT（スーペル スポルト）」を抽選予約受付開始。「ミッレミリア」第2回大会で「6C 1500 Super Sport」で初優勝した伝説的勝利をオマージュしたもの。「2.9 V6 BI-TURBO QUADRIFOGLIO」をベースに、デザイン部門のチェントロ・スティーレが、クアドリフォリオロゴをブラック基調としたものに再解釈し、フロントグリルおよびドアミラーには、カーボン素材を使用。インテリアではレッドステッチのアクセントを施した3Dカーボンファイバーをダッシュボード、センターコンソール、ドアパネルに使用。スポーツレザーシート（6ウェイパワー、シートヒーター付き）には、専用の赤いロゴステッチとシリアルナンバーが刺繍されている。全世界175台の限定で、日本には2台（ブルカノ ブラックとエトナ レッド各1台）のみ設定される。2024年6月19日までの抽選受付。
2024年10月1日、限定車「TRIBUTO ITALIANO（トリブート イタリアーノ）」を発売。イタリア本国ではジュリア及びステルヴィオの最上位モデルとして設定されるもので、共通装備としてブラックルーフ、イタリア国旗を施したミラーキャップをエクステリアに、インテリアにはダッシュボード、シート、ドアパネル、センターコンソールにレッドステッチを、フロントヘッドレストにはTRIBUTO ITALIANOロゴ刺繍を施した。また、通常は「2.9 V6 BI-TURBO QUADRIFOGLIO」にのみ装備されるアルファ アクティブ サスペンションを装備した。ステルヴィオにはこれに加え、フェンダー、サイドシル、リアバンパー部分をボディカラーと同色にするボディ同色キットを追加している。カラーはアルファ レッド、アルファ ホワイト、モントリオール グリーンの3色で限定は28台。
2025年（令和7年）2月7日、現行クワドリファリオ最後のカスタマイズプログラムとなる「The Last Call for Design Your Quadrifoglio」を同年4月28日まで実施。「2.9 V6 BI-TURBO QUADRIFOGLIO」を自分好みにカスタマイズできるもので、前回との違いとして以前は限定車「SUPER SPORT」及び「Design Your Quadrifoglio（左ハンドル車）」でのみ選択可能だったエトナレッドがボディカラーに加わった。ステルヴィオはルーフ、シート、ブレーキ、ボディカラーの48通り、ジュリアはそれに加えホイールも選択可能で合計96通り。限定はジュリアが60台、ステルヴィオが15台。
2025年（令和7年）5月27日、新グレード「2.0 TURBO Q4 SPRINT」を発売。「VELOCE」と比べて、アルミホイールを19インチに、シートはナチュラルレザーシートに、サウンドシステムをハイグレードオーディオシステム（8スピーカー）に変更等の一部装備変更・割愛（LSD及び盗難防止システムの削除）等を行い、価格を「2.0 TURBO Q4 VELOCE」比で80万円（「2.2 TURBO DIESEL Q4 VELOCE」比でも44万円）安くした。

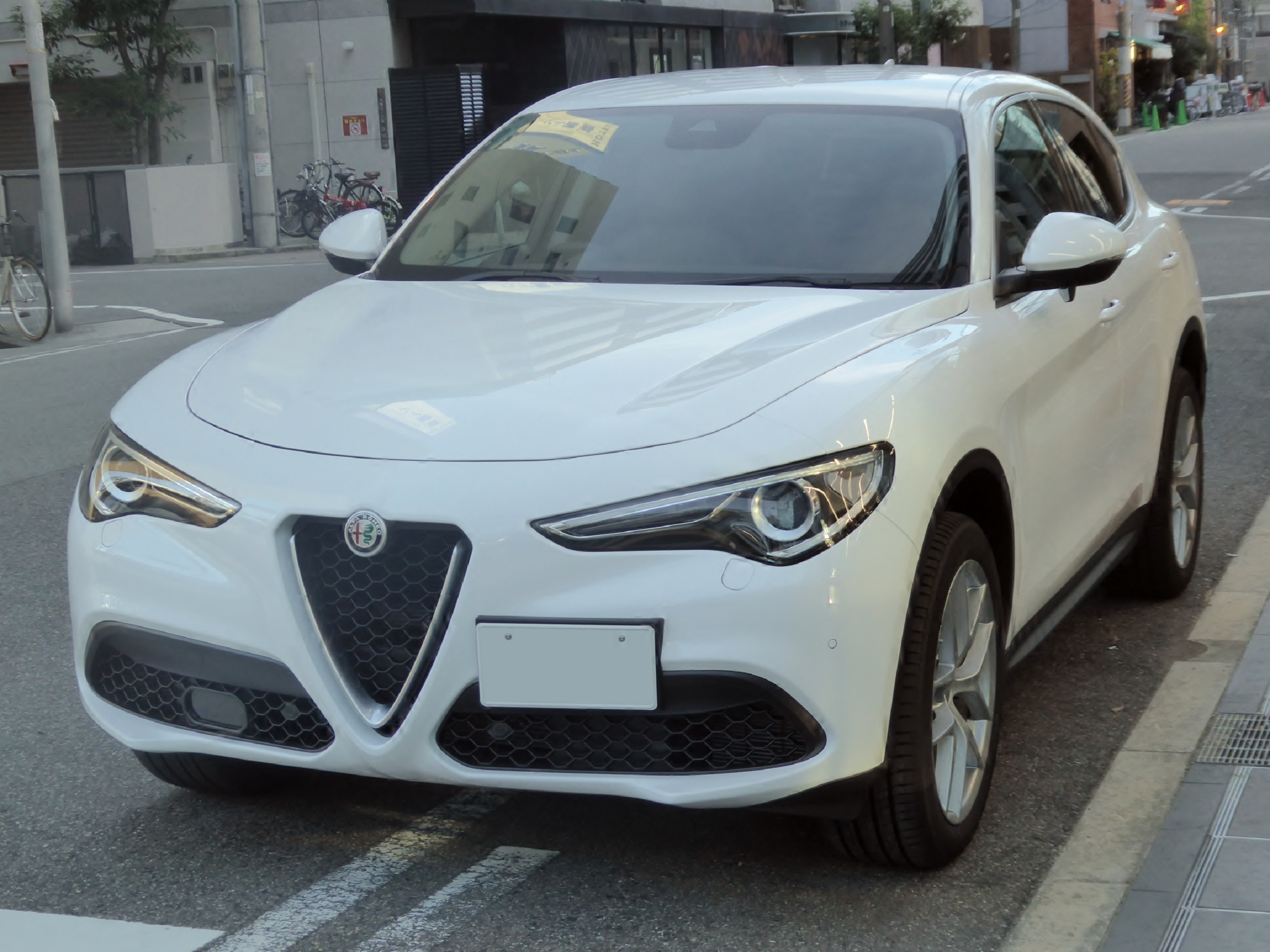
日本仕様 2018年7月販売型 ファーストエディション フロント
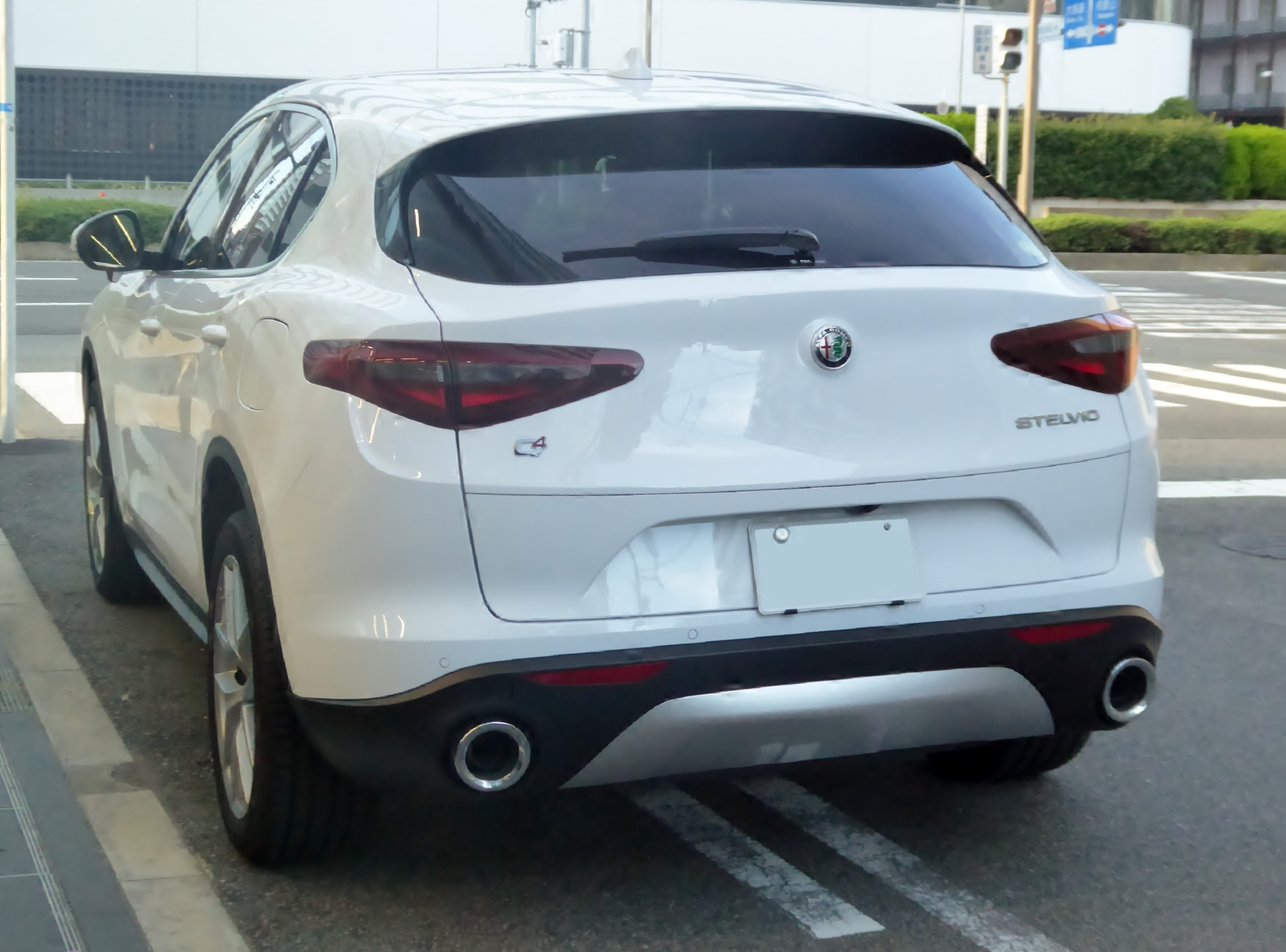
日本仕様 2018年7月販売型 ファーストエディション リア
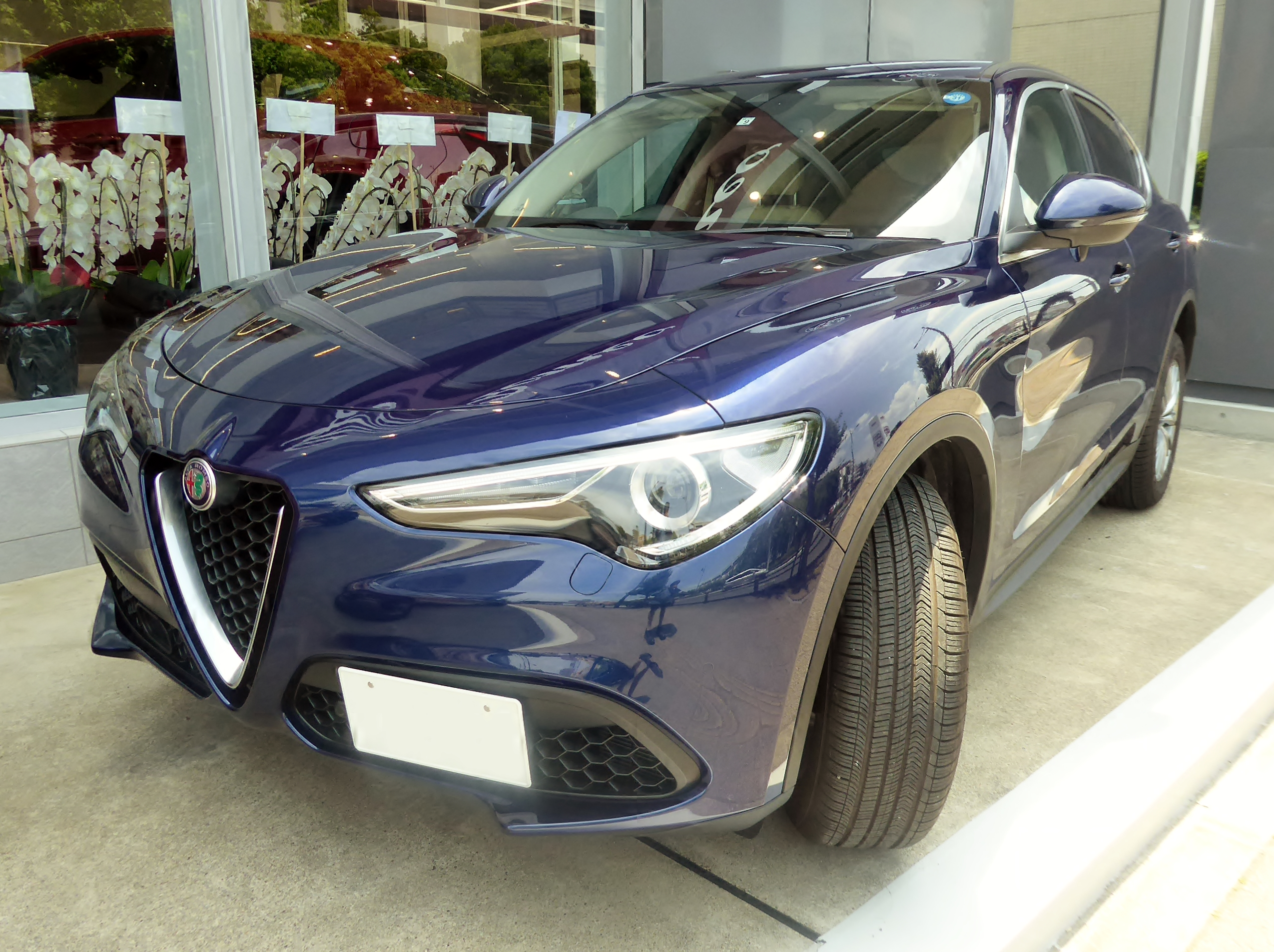
日本仕様 2020年8月改良型 2.0 TURBO Q4ラグジュアリーパッケージ フロント
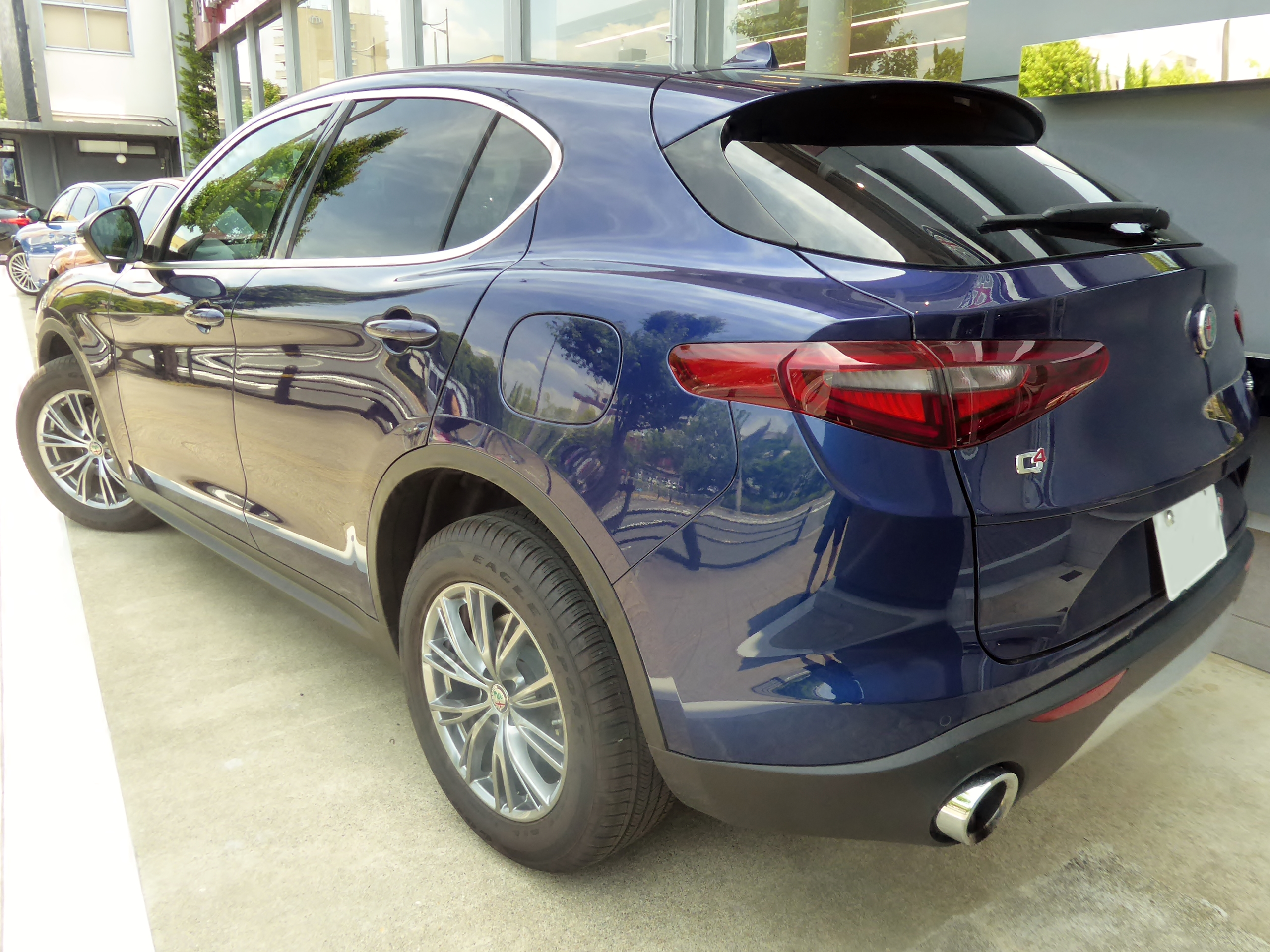
日本仕様 2020年8月改良型 2.0 TURBO Q4ラグジュアリーパッケージ リア
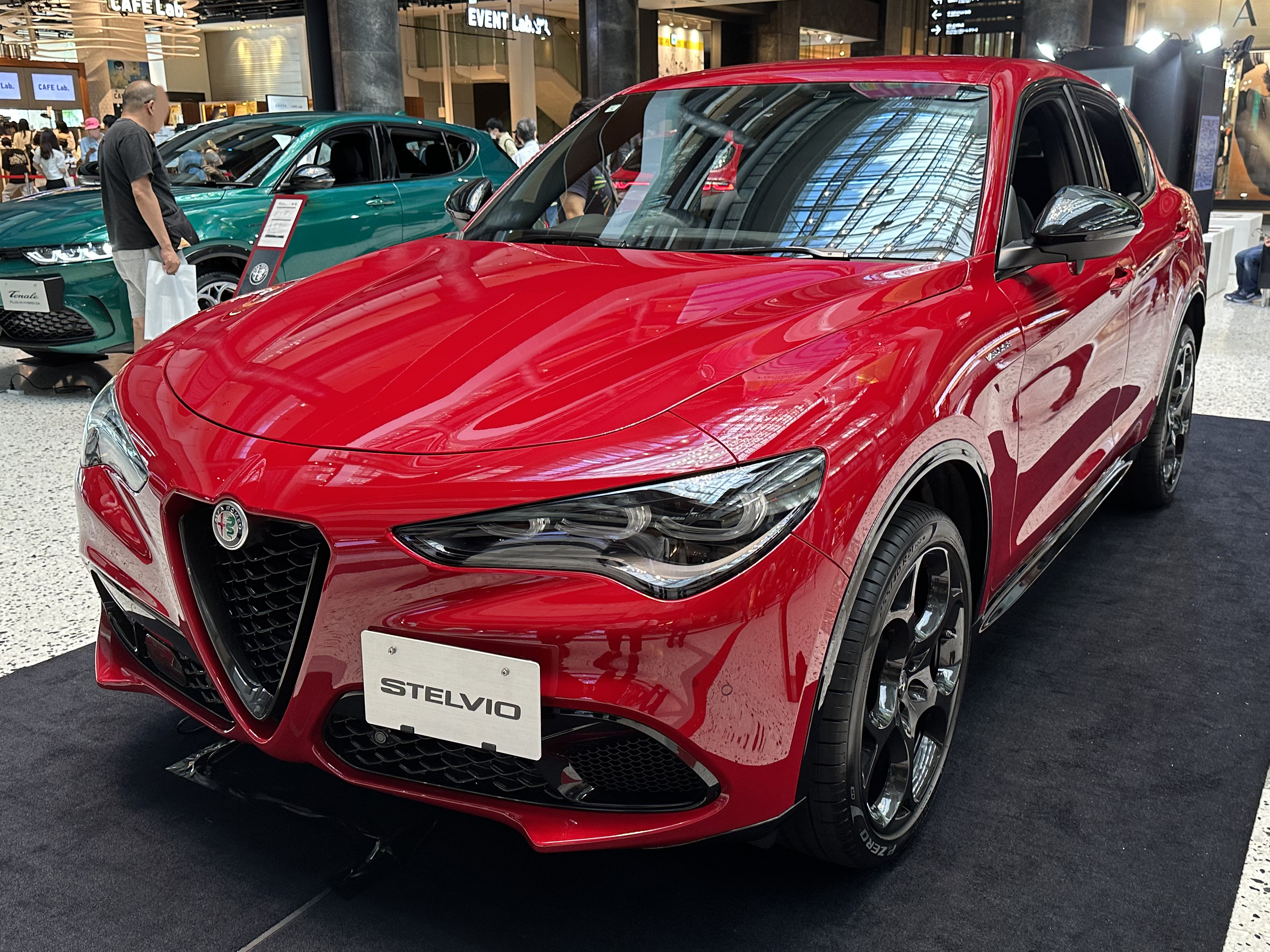
日本仕様 2023年6月改良型 2.0 TURBO Q4ヴェローチェ フロント
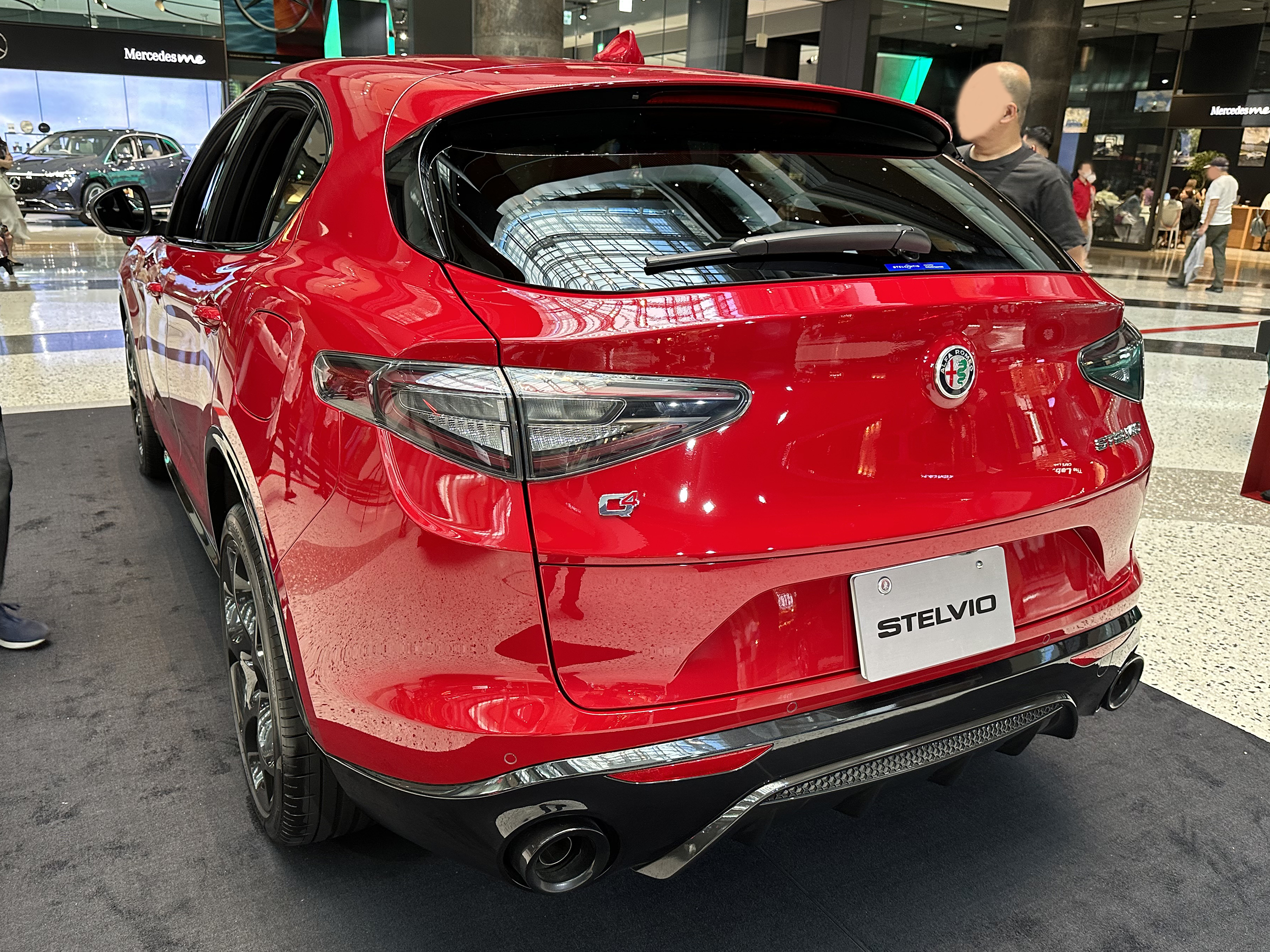
日本仕様 2023年6月改良型 2.0 TURBO Q4ヴェローチェ リア

## 車名
「STELVIO」は、イタリア北部のアルプス山中にある「ステルヴィオ峠」に由来する。